# Акбунар
 Тази статия е за селото в Турция.  За селото в Северна Добруджа вижте Акбунар (окръг Тулча).  За квартала на Даутбал вижте Акбунар (Даутбал).
Акбунар (на турски: Sarayakpınar) е село в Източна Тракия, Турция, околия Одрин, вилает Одрин.

## География
Селото се намира северозападно от Одрин близо до границата с България.

## История
В XIX век Акбунар е българско село в Одринска кааза на Одринския вилает на Османската империя. Според „Етнография на вилаетите Адрианопол, Монастир и Салоника“, издадена в Константинопол в 1878 година и отразяваща статистиката на населението от 1873 година, Акбунар (Ak-Bounar) има 115 домакинства и 513 българи.
Според статистиката на професор Любомир Милетич в 1912 година в селото живеят 102 български екзархийски семейства или 562 души и 40 български семейства или 210 души унияти.
При избухването на Балканската война в 1912 година 1 човек от Акъ бунар е доброволец в Македоно-одринското опълчение.
Българското население на Акбунар се изселва след Междусъюзническата война в 1913 година. 100 семейства (491 души) се заселват в Къзълагачка (Елховска) околия.

## Личности
Родени в Акбунар
- Димитър Петров, македоно-одрински опълченец, надничар, щаб на 4 Битолска дружина, орден „За храброст“ IV степен[5]
- Кирил Георгиев (1889 – ?), български юрист, в 1922 година завършил право в Софийския университет[6]
- Тодор Желязков, български революционер от ВМОРО

Починали в Акбунар
- Цветан Димитров Гайдаров, български военен деец, капитан, загинал през Балканската война на 17 октомври 1912 година[7]